# Císařská lípa (Paseky)
Císařská lípa na Pasekách je památný strom, který roste v ulici U Staré lípy v současné čtvrti Jablonce nad Nisou (Jablonecké Paseky) v blízkosti památkově chráněné roubené chalupy (u nového domu č. 14).

## Základní údaje
- název: Císařská lípa[1]
- výška: 14 m[1]
- obvod: 325 cm[1]
- věk: přes 246 let

## Stav stromu a údržba
Zřejmě koncem 19. století došlo k odumření poloviny kmene. Protože lípa působila neutěšeným dojmem, vyzdili ji roku 1911 tehdejší majitelé a protože se obávali, že zanikne, vysadili nedaleko ní novou lípu. Stará však zregenerovala a žije doposud. Vyzdívka byla později odstraněna.

## Historie a pověsti
Kolem desáté dopolední dne 26. června 1778 se před domem č. 10 zastavil císař Josef II. s družinou. Sedláka Petra Feixe požádal císař o nůž, osobně ukrojil krajíc, namazal jej máslem a tvarohem a rozdělil jej mezi všech 11 jezdců. Na talíř za odměnu položil čtyři stříbrné dvacetníky. Návštěva císaře Josefa je doložena německým zápisem v kronice od řídícího učitele z Frýdlantu.

Na stromě je umístěna tabule s nápisem: 
| „ | Císařská lípa Přísně chráněný strom zasazený na paměť návštěvy cís. Josefa, 1779 | “ |

## Další zajímavosti
Lípě byl věnován prostor v televizním pořadu Paměť stromů, konkrétně v dílu č. 9: Stromy osobností.